# 50 Kaarsjes...
50 kaarsjes is het 50ste album in de stripreeks F.C. De Kampioenen naar de gelijknamige televisieserie. De strip kwam in 2007 op de markt en werd uitgegeven door Standaard Uitgeverij. Hec Leemans is de auteur. Hij heeft medewerking gekregen van Tom Bouden.

## Verhaal
Boma wordt binnenkort vijftig jaar, maar daar is hij niet bepaald gelukkig mee. Hij belandt zelfs in een depressie. Hij is ook teleurgesteld in zijn vrienden: De Kampioenen, zij vergeten zijn verjaardag volledig. Hij besluit zelfs het veld te verkopen en van levensomstandigheden te wisselen met Jean-Pierre een zwerver. De Kampioenen beginnen stilaan te beseffen dat ze eigenlijk niet zonder Boma kunnen. Marc gaat samen met Nero op zoek naar hem...

## Hoofdpersonages
- Balthasar Boma
- Pascale De Backer
- Maurice de Praetere
- Bieke Crucke
- Marc Vertongen
- Fernand Costermans
- Doortje Van Hoeck
- Pol De Tremmerie
- Carmen Waterslaeghers
- Xavier Waterslaeghers
- Nero

## Gastrollen
- Jean-Pierre
- Jean-Pol
- Spelers van 'De Pottenstampers'
- Meneer De Rycke

Zal 't gaan, ja? · Mijn gedacht! · Buziness is buziness · Vliegende dagschotels · 't Is niet waar, hé? · De dubbele dino's · Kampioen zijn is plezant! · Kampioenen op verplaatsing · Tournee Zénérale · De ontsnapping van Sinterklaas · Xavier in de puree · Het sehks-schandaal · De kampioenen maken een film · Oma Boma · De huilende hooligan · Bij Sjoeke en Sjoeke · Het geval Pascale · De simpele duif · Supermarkske · Supermarkske slaat terug · Kampioenen aan zee · Boma in de coma · De dader heeft het gedaan · De wereldkampioenen · Sergeant Carmen · Het spiedende oog · Vertongen en zoon · Man, man, man! · Stem voor mij! · Gebakken lucht · Kampioenen op wielen · De zeep-serie · Kampioenen in Afrika · Supermarkske op de bres · Agent Vertongen · De trouwpartij · Kampioenen op latten · Buffalo Boma · De vliegende reporter · De groene zwaan · Xavier gaat vreemd · De lastige kampioentjes · Boma in de wellness · De antieke antiquair · Alle hens aan dek  · Supermarkske op het slechte pad  · De schat van de Macboma's · De Jobhopper · De Kampioenen in het circus · 50 Kaarsjes... · Baby Vertongen · De nies van de neus · Don Padre Padrone · De rally van tante Eulalie · Paulientje op de dool · Miss Moeial · Carmen in het nieuw · Het geheim van de kampioentjes · De Afronaut · De erfenis van Maurice · De Kampioenen maken ambras · Oma Boma trainer · DDT doet weer mee · 20 jaar later · De Kampioenen in Pampanero · Kampioentjes verliefd · Supermarkske is weer fit · De pil van Pol · Vertongen Vampier · Fernand gaat trouwen · De verdwenen kampioenen · Xaverius De Grote · Komen vreten · Dolle Door · Hello poepa · De vinnige voetballer · Vijftig tinten paarsblauw · Dokter Jekyll en mister Vertongen · De kampioenen van de filmset · De Kampioentjes en het spookkasteel · De Kampioenen in Rio · Boma op de klippen · Op zoek naar Neroke · Supermarkske bakt ze bruin · De Corsicaanse connectie · De lotto-kampioen · DDT op het witte doek · De geniale djinn · Paniek in de Pussycat · De kampioentjes maken het bont · De malle mascotte · De pakjesoorlog · Supermarkske is weer proper · De tandartsassistente · Maurice de zwijger · Pol en Doortje gaan scheiden · Allemaal cinema! · Boma burgemeester · De nieuwe kolonel · Alles loopt in het honderd · De bucketlist van Xavier · Bibi Carmen · De kampioentjes en de kroonprins · Vrouwen aan de macht · Patatten en saucissen · De bronzen beker · Supermarkske en de 7 dwergen · De Kampioenen trappen door · De grimas van een paljas · De verjaardagstaart · Kampioenen aan het front · Boma in de val · Terug naar Splotsj · Ginette · Gespuis in huis · De knecht van tante Eulalie · De bal is rond · De strijd der titanen